# 加利福尼亞聖瑪麗學院

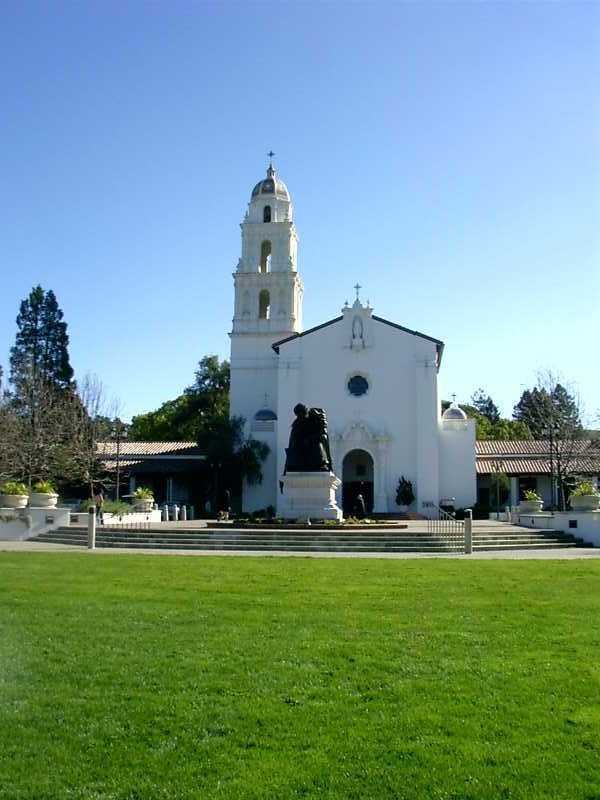
聖瑪麗學院的小聖堂

加利福尼亞聖瑪麗學院（Saint Mary's College of California）是位於美國加利福尼亞州莫拉加的一所私立學院，1863年創立於舊金山，1889年搬到奧克蘭，1928年搬到莫拉加。最初它是男子學院，現在則男女共學，2015年《美國新聞與世界報道》 “西部地區大學”排名中排在第11位。

## 外部連結
- Saint Mary's College of California（页面存档备份，存于）
- Saint Mary's College of California athletics（页面存档备份，存于）
- Historic postcard photos of "The Brickpile"
- Interview with Gina Meneni, Senior Associate Director of Admissions at St. Mary’s College of California（页面存档备份，存于）